# Veľká Fatra
Veľká Fatra (også kaldt Store Fatra) er en bjergkæde i Vestkarpaterne i Slovakiet. Veľká Fatra ligger sydvest for de mere kendte Malá Fatra, og er, til trods for navnet, lavere end dem og ikke så præget af turisme.

## Geologi
I det geomorfologiske system er Veľká Fatra en del af Fatra-Tatraområdet. Bjergene ligger ved byerne Rutžomberok, Harmanec, Turčianske Teplice og Martin. Turiecbekkenet og Malá Fatra ligger nordvest for bjergkæden og Nedre Tatra øst for den. Bjergene kan inddeles i syv dele: Šípska Fatra, Šiprúň, Lysec, Hôľna Fatra, Revúcke podolie, Zvolen og Bralná Fatra.
Det højeste bjerg er Ostredok på 1.592 moh. Andre toppe af betydning i den højeste del, Hôľna Fatra, er Krížna på 1.574,3 m og Ploská på 1.532,1 m, hvor hovedryggen deler sig i to. Den vestlige Turiecryggen (Turčiansky hrebeň) inkluderer f.eks. Borišov på 1.509,5 moh. Den østlige Liptovryggen (Liptovský hrebeň) omfatter eksempelvis Rakytov (1.567 moh.). I Bralná Fatra er Tlstá (1.373,3 moh) og Ostrá (1.247 moh.) høje toppe. Zvolen-massivet (1.402,5 moh.) forbinder Veľká Fatra med Lavet Tatra. Nogle af de største skisteder i Slovakiet, Skipark Rutžomberok og Donovaly, ligger nedenfor den. Det findes flere andre turist- og skisteder i bjergene .
En betydelig del af bjergkæden er bygget op af forskellige bjergarter fra mesozoikum. Den centrale del og hovedryggen består af skifer og bjergtoppene her har en afrundet form. Den sydlige og sydvestlige del består af kalksten og dolomit som har dannet skrænter og fald. Bjergkammene er sædvanligvis delt af canyon-lignede dale. De vigtigste af disse er Gaderdalen (Gaderská dolina) og Blatnicadalen (Blatnická dolina). Den længste dal er Ľubochnianska dolina på 25 kilometer. Der findes mange karstformationer i det sydlige område, og grotten Harmanecká jaskyňa er en af de mest kendte i Slovakiet.

## Natur
Næsten 90% af området er dækket af bøge- og ædelgranskov. Nogen steder er disse erstattet af granplantager og noget fyr. Harmanec-området har den tætteste forekomst af taks i Europa. Den oprindelige trægrænse blev sænket under den valakiske kolonisering, og som et resultat af det findes der mange områder i højden hvor kreaturer græsser om sommeren.
Størstedelen af området blev sat under beskyttelse i 1973 (Veľká Fatra landskabsværnområde), og de mest værdifulde dele er indlemmet i Veľká Fatra Nationalpark (oprettet 2002). Ruinerne af borgene Blatnický hrad og Sklabinský hrad findes i området. I området ligger også landsbyerne Vlkolínec (verdensarvssted), Liptovské Revúce, Ľubochňa og spabyen Turčianske Teplice her.

## Udsigtpunkter
- Rakytov (1.567 m)
- Krížna (1.574 m) - den bedste udsigt over de sydlige bjerge - Kremnické vrchy, Poľana, Vtáčnik
- Tlstá (1.208 m) - udsigt over Turiecbækkenet

- Gaderdalen
- Borišov
- Ploská
- Vintersportsted Malinné (Skipark Ružomberok)
- Rakytov
- Čierny kameň